# Взвод вампиров
«Потерянный взвод» (англ. The Lost Platoon) — художественный фильм 1991 года производства США, боевик, снятый режиссёром Дэвидом Прайором. Главные роли в этом фильме исполнили Дэвид Пэрри, Уильям Кнайт, Стефен Квадрос, Син Хайман, Майкл Уэйн и Льюис Альфред Пайпс.
В небольшой роли в этом фильме снялся также Джо Мортон. Фильм был создан в 1989 году (с мая по июнь), но вышел только в 1991 году. Премьера фильма состоялась 10 апреля 1991 года в США.

## Сюжет
Джонатан Хэнкон — американец, раньше он воевал во Второй мировой войне, а сейчас работает репортёром. В настоящий момент он опять находится в горячей точке — он военный корреспондент в Никарагуа, где идёт гражданская война.
Там он обнаруживает четверых солдат, которые тоже в своё время воевали во второй мировой войне как и он сам. Больше того, они воевали вместе с ним и даже спасли ему жизнь. Но они не погибли тогда и не постарели как сам Джонатан. Репортёр выясняет, что эти солдаты и их генерал стали вампирами.

## В ролях
- Дэвид Пэрри — Джонатан Хэнкок
- Уильям Кнайт — Холландер
- Стивен Квадрос — Уокер
- Майкл Уэйн — Хайден
- Син Хайман — Келер
- Роджер Байлесс — Владимир
- Михи Мак Ги — Тара (как Михико)
- Джек Форсинито — Райли (как Джек Фогель)
- Льюис Альфред Пайпс — полковник Кроуфорд (как Лью Пайпс)
- Пауль Бруно — мятежник
- Джо Мортон — солдат второй мировой войны
- Гени Линдсей — испанская женщина

## Другие названия
- The Lost Platoon, World War II soldier
- Взвод вампиров